# Digimon Adventure 02
Digimon Adventure 02 (デジモンアドベンチャー 02, Dejimon Adobenchā Zero Tsū), ook bekend als Digimon Zero Two, is een Japanse animeserie uit 2000. Het is de tweede anime uit de Digimon-franchise. Qua verhaal is de serie een direct vervolg op de eerste serie, Digimon Adventure.
De serie was in Nederland in nagesynchroniseerde vorm te zien op Fox Kids.

## Nederlandse stemmen
- Davis: Patrick Van Balen
- Yoley: Brigitte Nijman
- Mimi: Lottie Hellingman
- Willis: Dennis Kivit
- T.K: Christa Lips
- Ken/Digimon Emperor: Ajolt Elsakkers
- Armadillomon: Rolf Koster
- Vader van T.K: Jan Nonhof
- Kari: Marlies Somers

## Verhaal
De serie speelt drie jaar na de vorige serie. Een jongen genaamd Ken Ichijouji dringt de Digi-World binnen, en probeert deze te veroveren als de Digimon Emperor. Hiertoe maakt hij een soort zwarte ringen, waarmee hij Digimon in zijn macht kan krijgen, evenals Controll Spires; zwarte obelisken die deze ringen van kracht voorzien.
Om Ken te bevechten keren Kari en TK, twee van de originele DigiDestined, terug naar de Digi-World samen met drie nieuwe DigiDestined: Davis, Cody en Yolei. Allemaal krijgen ze nieuwe Digivices, die hen in staat stellen naar believen heen en weer te reizen tussen de echte wereld en Digi-World. Omdat de Controll Spires het normale digivolven verhinderen, maken ze gebruik van een speciale, oudere digivolve methode om hun digimonpartners sterker te maken; armour Digivolven.
Ken wordt uiteindelijk verslagen en gaat zijn fout inzien. Hij wordt ook een DigiDestined. Het gevaar is echter nog niet geweken. Een man genaamd Oikawa en twee door hem gemaakte Digimon, Arukenimon en Mummymon, gaan verder waar Ken gestopt is in de hoop de balans tussen de Digi World en echte wereld te verstoren. Arukenimon heeft de gave om de Controll Spires te veranderen in slechte digimon, en maakt zo onder andere Black WarGreymon om voor haar te vechten. Hij gaat echter vooral zijn eigen gang.
Later in de serie komt aan het licht dat Oikawa verantwoordelijk was voor Kens slechte daden. Hij heeft een zogenaamde Dark Spore geïnjecteerd in Ken wat hem kwaadaardig maakte. Hij gebruikt dezelfde spore ook om andere kinderen te infecteren met het plan de kracht van deze spores te gebruiken voor een nog onbekend doel. Om ongestoord zijn gang te kunnen gaan laat hij overal ter wereld poorten naar Digi-World openen zodat de DigiDestined eerst alle digimon die zo naar de aarde komen moeten verslaan.
In de climax van de serie blijkt dat Oikawa ook niet alleen handelde; hij was gedurende de hele serie overgenomen door Myotismon, een oude tegenstander van de DigiDestined uit de vorige serie. Hij gebruikt de Dark Spores om weer een lichaam voor zichzelf te maken en veranderd zo in MaloMyotismon. Hij wordt uiteindelijk verslagen met behulp van de DigiDestined van over de hele wereld. Naderhand wordt de grens tussen de echte wereld en de Digi-World definitief doorbroken, en kan men naar believen tussen beide heen en weer reizen.

## Achtergrond
De serie speelt dieper in op enkele gegevens die al kenbaar waren gemaakt in de vorige serie. Zo blijkt de Digi-World slechts een van vele parallelle werelden te zijn waar men vanuit de echte wereld heen kan reizen. Een andere wereld die veel wordt gezien in de serie is de Dark Ocean, welke voornamelijk bestaat uit een zwarte zee. Ook blijkt dat de DigiDestined uit de vorige serie slechts een van vele groepen waren die wereldwijd werden uitgekozen rond dezelfde tijd.
In tegenstelling tot de vorige serie vernietigen de DigiDestined in deze serie hun tegenstanders veel minder. In de meeste gevallen sturen ze hen enkel terug naar Digi-World.

## Personages

### Digidestined en hun digimon
- Davis Motomiya: de leider van de nieuwe DigiDestined. Zijn digimonpartner is Veemon.
- Yolei Inoue: een van de drie nieuwe DigiDestined. Haar digimon is Hawkmon
- Cody Hida: een van de drie nieuwe DigiDestined. Hij is de jongste van het team. Zijn partner is Armadillomon.
- T. K. Takaishi: een van de acht originele DigiDestined. Zijn partner is ook in deze serie Patamon.
- Kari Kamiya: een van de acht originele DigiDestined. Haar partner is ook in deze serie Gatomon.
- Ken Ichijouji: oorspronkelijk een tegenstander van de DigiDestined. Hij sluit zich later bij hen aan. Zijn partner is Wormmon.

De overige originele DigiDestined uit de vorige serie keren eveneens weer terug in deze serie. Tevens doen een groot aantal andere DigiDestined van over de hele wereld hun intrede.

### Antagonisten
- Arukenimon: een handlanger van Oikawa. Ze is een spin-achtige Digimon die ook een menselijke gedaante kan aannemen.
- Mummymon: Een handlanger van Oikawa. hij is een mummy-achtige Digimon die ook een menselijke gedaante kan aannemen
- Yukio Oikawa: een man die wordt bezeten door de geest van Myotismon. Hij is een oude vriend van Cody’s vader.
- MaloMyotismon: een van de antagonisten uit de vorige serie, nu gedigivolved naar een sterkere vorm.
- BlackWarGreymon: een megadigimon gemaakt door Arukenimon uit 100 Control Spires. Hij pleegt zijn daden niet puur uit slechtheid maar meer omdat hij op zoek is naar zijn ware roeping.
- Daemon: een digimon die ook achter de Dark Spores aan zit, maar niet echt veel doet in het verhaal.

## Films
Digimon Hurricane Touchdown / Supreme Evolution! The Golden DigimentalsDeze film speelt zich af tijdens de serie, in de aflevering waarin de DigiDestined in Amerika zijn. Hier vechten ze samen met een Amerikaanse DigiDestined, Willis, tegen Wendigomon.
Diaboromon Strikes BackDeze film speelt zich af na de serie, en is een vervolg op de film “Our War Game” van de vorige serie. Diaboromon keert terug en veranderd in de sterkere Armageddemon.